# Florian Philippot
Florian Philippot (Croix, 1981. október 24.) francia politikus. 2012 és 2017 között a Nemzeti Tömörülés alelnökeként dolgozott, majd 2017 szeptemberében elhagyta a pártot, és megalapította a Les Patriotes-ot, amely a következő választásokon nem kapott semmilyen képviseletet.
Megpróbált indulni a 2022-es francia elnökválasztáson, de kudarcot vallott, miután a szavazáshoz szükséges 500 érvényes szponzorációból mindössze 1 szponzort kapott.
A HEC Paris és az ENA diplomáját szerezte.